# Pterolophia serricornis
Pterolophia serricornis är en skalbaggsart som beskrevs av J. Linsley Gressitt 1937. Pterolophia serricornis ingår i släktet Pterolophia och familjen långhorningar. Inga underarter finns listade i Catalogue of Life.